# Theodoros Makris
Theodoros Makris (griechisch Θεόδωρος Μακρης; Lebensdaten unbekannt) war ein griechischer Stabhochspringer.
Bei den Olympischen Zwischenspielen 1906 in Athen wurde er Vierter.